# Homophileurus cubanus
Homophileurus cubanus är en skalbaggsart som beskrevs av Heinrich Bernward Prell 1911. Homophileurus cubanus ingår i släktet Homophileurus och familjen Dynastidae. Inga underarter finns listade i Catalogue of Life.